# Kanton Romorantin-Lanthenay-Sud
Kanton Romorantin-Lanthenay-Sud (francouzsky Canton de Romorantin-Lanthenay-Sud) je francouzský kanton v departementu Loir-et-Cher v regionu Centre-Val de Loire. Tvoří ho čtyři obce.

## Obce kantonu
- Loreux
- Pruniers-en-Sologne
- Romorantin-Lanthenay (jižní část)
- Villeherviers